# Porsgrunn/Skien
Porsgrunn/Skien ist ein Tettsted in den norwegischen Kommunen Porsgrunn, Skien und Bamble in der Provinz (Fylke) Telemark. Porsgrunn/Skien hat 96.695 Einwohner (Stand: 1. Januar 2024).

## Geografie und Einwohner
Porsgrunn/Skien ist ein sogenannter Tettsted, also eine Ansiedlung, die für statistische Zwecke als eine Ortschaft gewertet wird. Der Tettsted verteilt sich über die drei Kommunen Porsgrunn, Skien und Bamble. Von den insgesamt 96.695 Einwohnern leben 51.273 Einwohner in Skien, 34.903 in Porsgrunn sowie 10.519 in Bamble (Stand: 1. Januar 2024). Da Skien und Porsgrunn den Stadtstatus getrennt voneinander erhielten, sind beide offiziell eine eigene Stadt. Der Stadtstatus hat jedoch seit den 1990er-Jahren keine rechtlichen Auswirkungen mehr.
Der nördliche Teil des Tettsteds geht in die Kommune Skien ein, südlich davon liegt Porsgrunn und am weitesten südlich die Kommune Bamble. Porsgrunn und Bamble liegen beide am Frierfjord. Westlich des Stadtgebiets liegt der See Norsjø. Von diesem fließt der Fluss Skienselva ab. Der Fluss wird in seinem südlicheren Lauf Porsgrunnselva genannt und mündet bei Porsgrunn in den Frierfjord.
| Kommune   | Einwohner 1. Januar 2024 | Fläche 1. Januar 2024 |
| --------- | ------------------------ | --------------------- |
| Skien     | 51.273                   | 26,73 km²             |
| Porsgrunn | 34.903                   | 21,11 km²             |
| Bamble    | 10.519                   | 6,36 km²              |
| Gesamt    | 30.030                   | 14,21 km²             |

Porsgrunn und Skien wurden bis 1998 als eigene Tettsteder gewertet. Im Jahr 1990 hatte Porsgrunn 35.172 und Skien 29.328 Einwohner. In der vom norwegischen Statistikamt Statistisk sentralbyrå (SSB) für das Jahr 1999 angefertigten Liste der Tettsteder wurde Porsgrunn/Skien erstmals als ein gemeinsamer Tettsted gewertet. Zugleich wurden auch Stavanger/Sandnes und Fredrikstad/Sarpsborg zusammengelegt. Im Jahr 2000 hatte Porsgrunn/Skien 83.409 Einwohner, die auf 53,36 km² verteilt lebten. In den folgenden Jahren stieg sowohl die Zahl der Einwohner als auch die Fläche an. Bis 2012 hatte der Tettsted 88.860 Einwohner in 60,48 km² erreicht. In der Statistisk für das Jahr 2013 sank die Fläche auf 53,62 km², die Zahl der Einwohner überschritt hingegen erstmals 90.000.

## Verkehr
Von Südwesten führt die Europastraße 18 (E18) in der Kommune Bamble im Süden des Tettsteds, auf Porsgrunn/Skien zu. In Porsgrunn knickt die Straße in den Osten ab und führt weiter Richtung Larvik. Von Porsgrunn Richtung Skien in den Norden führt von der E18 unter anderem der Riksvei 36. Der Bahnhof von Porsgrunn wurde im Jahr 1882 eröffnet, als die Linie Vestfoldbanen bis Skien in Betrieb genommen wurde. Zugleich eröffnete auch der Bahnhof von Skien, der jedoch im Jahr 1917 bei der Fertigstellung der Linie Bratsbergbanen größtenteils durch einen weniger zentral gelegenen Bahnhof ersetzt wurde. In Skien liegt der Flughafen Skien.

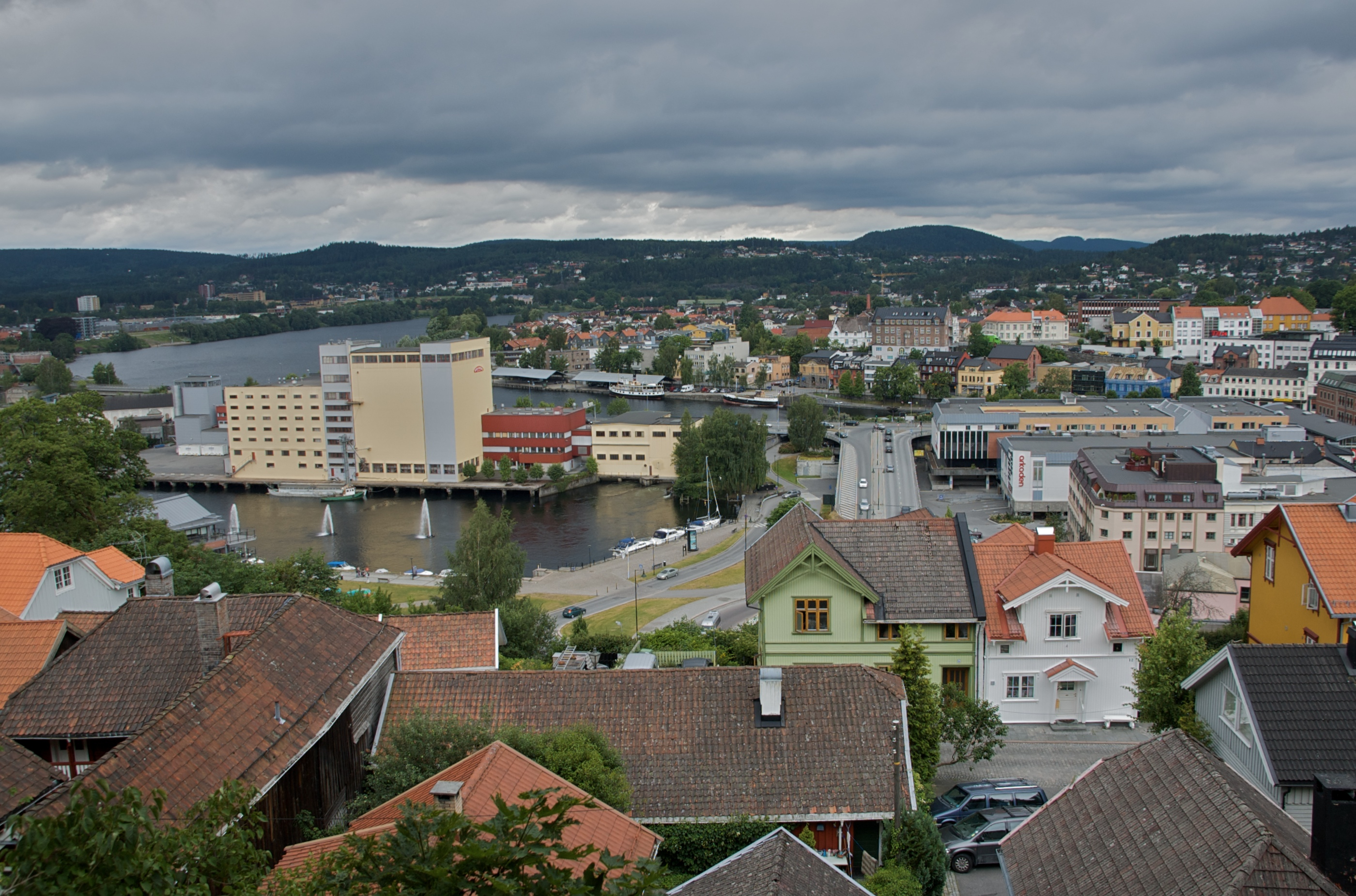
Blick auf Skien
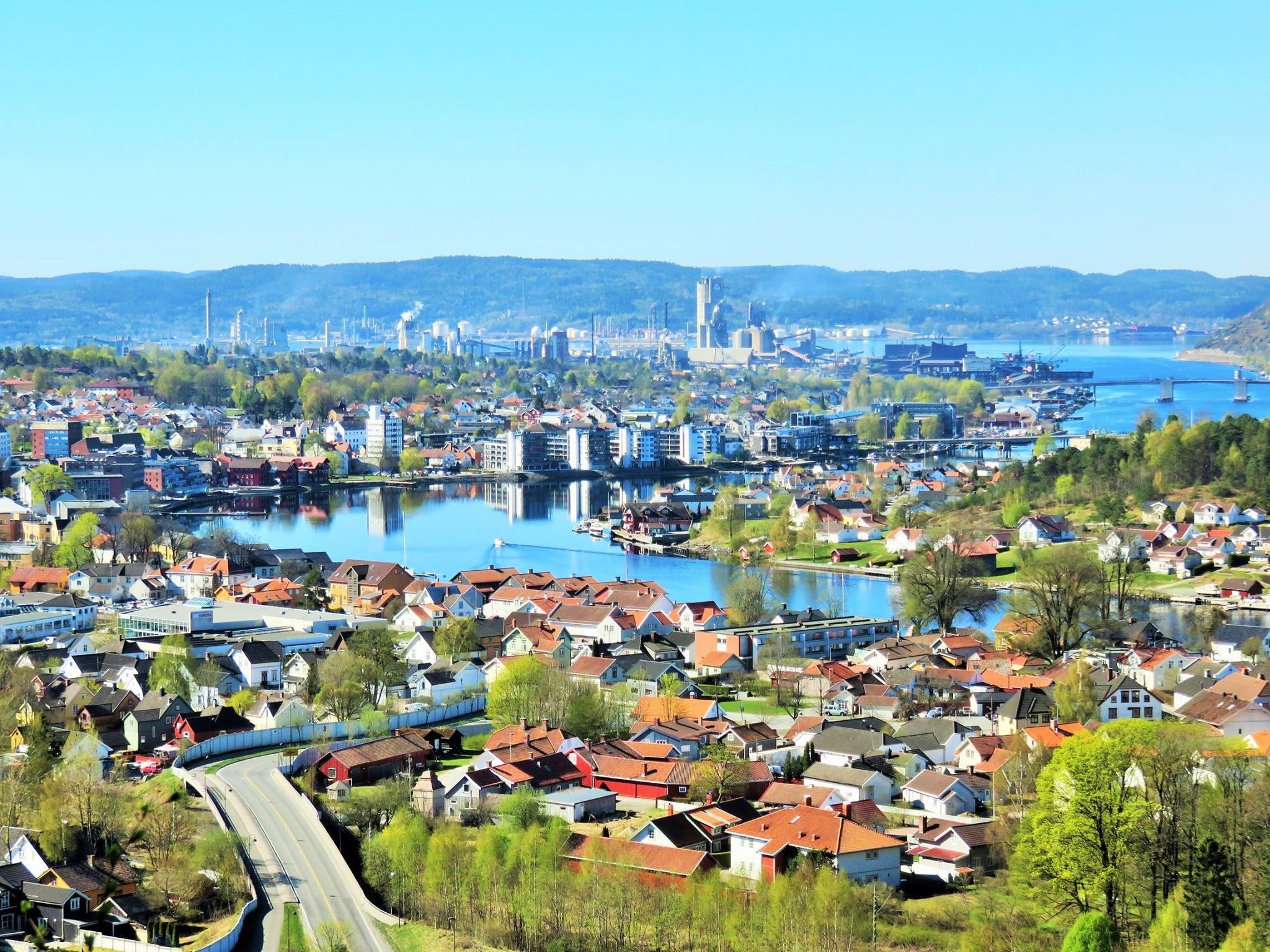
Blick auf Porsgrunn